# Vejen Å
Vejen Å är ett vattendrag i Danmark. Det ligger i Region Syddanmark, i den sydvästra delen av landet, 210 km väster om Köpenhamn.
Strax öster om samhället Vejen flyter den samman med Gamst Å och bildar Andst Å som i sin tur mynnar i Kongeå efter 2,4 kilometer.